# Sam Weinberg
Sam Weinberg (* um 1990) ist ein US-amerikanischer Jazz- und Improvisationsmusiker (Sopran- und Tenorsaxophon, Komposition).

## Leben und Wirken
Weinberg wuchs zunächst in Los Angeles und Sant Louis auf, dann in New York City, wo er ein Jazzcamp besuchte. Als Schüler lernte er zunächst Klarinette, dann Altsaxophon. Er begann ein Studium am Queens College, das er aber nach einiger Zeit aufgab, um privaten Unterricht bei Bill McHenry zu nehmen. Mitte der 2010er-Jahre etablierte er sich in der New Yorker Jazz- und Improvisationsszene; erste Aufnahmen entstanden in dieser Zeit mit Ben Bennett/Chris Welcome (The Frightful Release, 2016) und Charlie Kirchen/Julian Kirshner ( Whip the Apron, 2018); im selben Jahr legte er auch das Soloalbum A/V/E vor. In den folgenden Jahren arbeitete er in verschiedenen Duo- und Trio-Konstellationen
mit Musikern wie Jaimie Branch, Tyler Damon, Henry Fraser, Nicola Hein, Sam Lisabeth, John McCowen, Jason Nazary, Weasel Walter und Alex Ward. Des Weiteren beschäftigte er sich als Solist mit Field Recording. Im Bereich des Jazz war er laut Tom Lord zwischen 2018 und 2021 an neun Aufnahmesessions beteiligt. 2023 erschien das Trioalbum Implicatures, das Weinberg im Trio mit Chris Lightcap (Bass) und Tom Rainey (Schlagzeug) eingespielt hatte. 2024 legte er mit einem weiteren Trio (mit Henry Fraser und Jason Nazary) das Album Plays Quarter Notes and Other Notes vor.
Sam Weinberg sei ein schnell denkender und einfallsreicher Spieler, der sich auf seinem Instrument nicht nur mit Noten, sondern auch mit überraschenden, interessanten und musikalischen Klangfarben und Klängen auskenne, schrieb George Grella.